# ヘルシオネラ綱

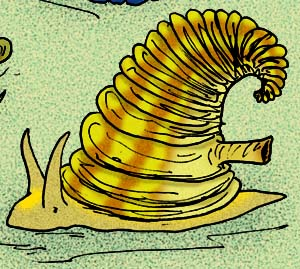
Yochelcionella cyrano

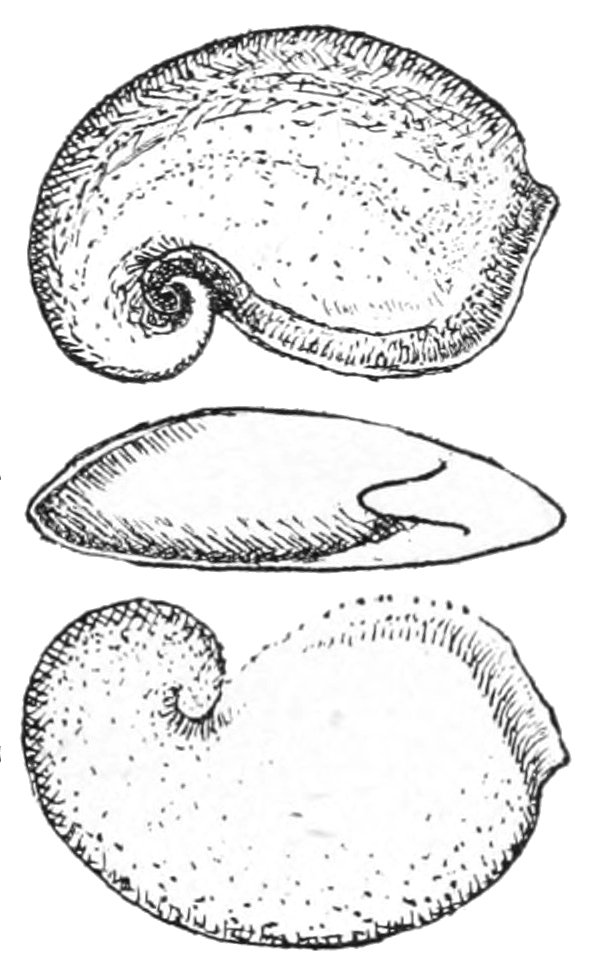
Pelagiella atlantoides

ヘルシオネラ綱（ヘルシオネラこう、Helcionelloida）は、古代の軟体動物（軟体動物門）の絶滅グループである。最古の貝殻亜門の軟体動物として知られ、鉱物質の貝殻を持っていた。それらの動物の一部は単板綱と間違えられた。ヘルシオネラ綱は、1991年にピールによって設立された。

## 解剖学的構造
これらの動物は発育過程における体軸のねじれは見られず、コイル状、円錐形の貝殻を持っていた。ヘルシオネラ綱の大部分の種は、貝殻の長さ及び直径は約2ミリメートルと小型であった。現代の復元した姿は、カタツムリに類似している。ヘルシオネラ綱のいくつかの生物の殻、特にYochelcionella は、シュノーケル - 呼吸のためとの可能性が最も高い開口部 - を保有した。

## 2005年の分類体系
2005年のブシェ&ロクロワによる腹足綱の分類 では、この分類群を不確実な体系的な位置の古生代の軟体動物に分類したが、Helcionelloidaの名は使われていない。

## 2006-2007年の分類体系
P. Yu.の見解による分類。Parkhaev：
腹足綱 Cuvier, 1797
Archaeobranchia亜綱 Parkhaev, 2001
- Helcionelliformes目 Golikov & Starobogatov, 1975
  - Helcionelloidea上科 Wenz, 1938
    - Helcionellidae科 Wenz, 1938
    - Igarkiellidae科 Parkhaev, 2001
    - Coreospiridae科 Knight, 1947

  - Yochelcionelloidea上科 Runnegar & Jell, 1976
    - Trenellidae科 Parkhaev, 2001
    - Yochelcionellidae科 Runnegar & Jell, 1976
    - Stenothecidae科 Runnegar & Jell, 1980
      - Stenothecinae亜科 Runnegar & Jell, 1980
      - Watsonellinae亜科 Parkhaev, 2001
- Pelagiellifomes目 MacKinnon, 1985
  - Pelagiellidae科 Knight, 1952
  - Aldanellidae科 Linsley et Kier, 1984

Divasibranchia亜綱 Minichev & Starobogatov, 1975
- Khairkhaniiformes目 Parkhaev, 2001
  - Khairkhaniidae科 Missarzhevsky, 1989

Dextrobranchia亜綱 Minichev & Starobogatov, 1975
- Onychochiliformes目 Minichev & Starobogatov, 1975
  - Onychochilidae科 Koken, 1925